# Comune di prima classe
Il grado di comune di prima classe  (abbreviato Com. 1ª Cl.) è il secondo della categoria dei militari di truppa della Marina Militare (codice NATO OR-2), superiore a quello di comune di seconda classe e inferiore a comune scelto.

## Distintivo di grado

Distintivo di grado per comune di 1ª classe

Il distintivo di grado è formato da un baffo (o galloncino) rosso. Il distintivo è applicato sulla manica delle divise a metà tra spalla e gomito sulle uniformi ordinarie, oppure sul controspallino delle uniformi di servizio e da lavoro.
Appena al di sopra del grado è applicato anche il distintivo di categoria o specialità.

## Storia
Il grado all'origine della costituzione della Regia Marina era marinaio di 1ª classe nella categoria marinai, mentre nelle altre categoria insieme a marinaio veniva specificata la categoria: marinaro cannoniere di 1ª classe o anche capo pezzo, marinaro guardiano di 1ª classe.
Nel 1868 nelle categorie fuochisti e maestranze (velieri, maestri d'ascia, maestri d'officina) il grado assunse la denominazione rispettivamente di marinaio fuochista di 1ª classe, e di operaio di 1ª classe.
Nel 1897  la denominazione di 1ª classe venne cambiata con quella di scelto, preceduto dalla categoria, come marinaio scelto, fuochista scelto, cannoniere scelto.
Nel 1908 il grado venne unificato in quello di comune di 1ª classe, specificandone la categoria.
Nella Marina Militare il grado di comune di prima classe era il grado più alto raggiungibile dal personale arruolato tramite il servizio di leva, e da VFB con meno di 18 mesi di servizio. Questo grado era raggiungibile solo dopo aver compiuto il terzo mese di servizio.
Oggi, questo grado è attribuito ai marinai provenienti dalla ferma prefissata di 1 anno (VFP1), al momento dell'incorporamento quale Volontariato in ferma prefissata quadriennale (VFP4).

## Corrispondenze nelle altre forze armate italiane
Il grado è omologo al Caporale dell'Esercito Italiano e all'Aviere Scelto dell'Aeronautica Militare. Il codice di equivalenza NATO è OR-2.

### Gradi
I volontari di ferma prefissata all'atto dell'incorporamento vengono nominati Soldato, Comune di Seconda Classe o Aviere (in relazione alla Forza armata d'appartenenza), per poi ricevere il grado successivo a decorrere dal passaggio quale Volontariato in ferma prefissata quadriennale (VFP4).
| Periodo di servizio                                           | Esercito Italiano | Marina Militare                                     | Aeronautica Militare              |
| ------------------------------------------------------------- | ----------------- | --------------------------------------------------- | --------------------------------- |
| All'incorporamento                                            | Soldato           | Nessun distintivo di grado Comune di seconda classe | Nessun distintivo di grado Aviere |
| Transito Volontariato in ferma prefissata quadriennale (VFP4) | Caporale          | Comune di prima classe                              | Aviere scelto                     |

## Corrispondenza con marine estere

### Regno Unito e Commonwealth
Nella Royal Navy il grado corrispondente è Able seaman comune a molte marine, in particolare del Commonwealth. Il grado è utilizzato, oltre che nel Regno Unito, nelle marine di Australia, Bangladesh, Canada, Finlandia, Ghana, India, Irlanda, Namibia, Nuova Zelanda, Norvegia, Pakistan, Sudafrica e Sri Lanka.

### Canada

Distintivo per
sailor 2nd class / matelot de 2^{e} classe
(precedentemente: able seamen)

Nella Royal Canadian Navy, il grado di able seaman è esistito fino ad agosto 2020, quando è stato sostituito con il grado di marinaio di 2ª classe (inglese: sailor 2nd class; francese: matelot de 2e classe), superiore a marinaio di 3ª classe (inglese: sailor 3rd class; francese: matelot de 3e classe) e inferiore a marinaio di 1ª classe (inglese: sailor 1st class; francese: matelot de 1re classe); tale grado equivale a quello di caporale (inglese: private [trained] ; francese: soldat [formé]) dell'Esercito e all’aviere scelto (ing.: aviator [trained]; fra.: aviateur [formé]) dell'aeronautica militare canadese che in ambito NATO sono classificati tutti indistintamente come OR-2.
Come nella Royal Navy, per coloro che ricoprono tale grado è ancora utilizzato il termine "Killick", anche se le insegne vecchio stile di un'ancora formata da una pietra racchiusa da pezzi di legno fissati insieme non sono più utilizzate nella Royal Canadian Navy per questo grado.

### Stati Uniti
Nella US Navy il grado corrispondente è marinaio (inglese: seaman) superiore ad apprendista marinaio (inglese: Seaman Apprentice), e inferiore a Petty officer third class, letteralmente piccolo ufficiale di terza classe. 	.
Nella Eesti merevägi, la marina militare dell'Estonia il grado corrispondente al Comune di prima classe della Marina Militare italiana è Vanemmadros, letteralmente marinaio anziano.

### Finlandia
Nella Suomen merivoimat, la marina militare della Finlandia il grado corrispondente al Comune di prima classe della Marina Militare italiana è Ylimatruusi  (finlandese) o Övermatros (svedese), letteralmente primo marinaio.

### Russia e Unione Sovietica
Nella Marina russa il grado equiparabile è Staršij matros (in russo: старший матрос; letteralmente "uomo di mare anziano") che era stato introdotto nella Marina sovietica nel 1946 ed è stato ereditato dalla Federazione russa nel 1991. Le ex repubbliche sovietiche di Bielorussia e Ucraina hanno un grado simile con la stessa pronuncia, ma con ortografia leggermente diversa: старшы матрос (Staršy matros) in Bielorussia) e старший матрос (Staršyj matros) in Ucraina. Il grado superiore è Staršina 2 stat'i.

### Paesi Bassi
Nella Regia Marina olandese il grado corrispondente è Matroos der 1e klasse omologo a Marinier der 1e klasse della fanteria di marina e al Soldaat der 1e klasse delle altre forze armate olandesi; Il grado è superiore a Matroos der 2e klasse e inferiore a Korporaal comune a tutte le forze armate olandesi, eccetto che per il personale di coperta della Regia Marina dove il grado è Kwartiermeester.

### Paesi arabi
Nei paesi arabi il grado corrispondente è Jundī 'awwāl (in arabo جندي أول‎?)

### Riferimenti normativi
- Decreto legislativo 15 marzo 2010, n. 66, in materia di "Codice dell'ordinamento militare" aggiornato.
- Decreto del presidente della Repubblica 15 marzo 2010, n. 90, in materia di "Testo unico delle disposizioni regolamentari in materia di ordinamento militare" aggiornato
- https://nso.nato.int/nso/zPublic/ap/PROM/APersP-01%20EDA%20V1%20E.pdf[collegamento interrotto], Bruxelles, https://nso.nato.int/nso/zPublic/stanags/CURRENT/2116EFed07.pdf[collegamento interrotto].

### Testi
- Riccardo Busetto, Il dizionario militare: dizionario enciclopedico del lessico militare, Bologna, Zanichelli, 2004, ISBN 978-88-08-08937-3.
- (EN) Brian Lavery, Nelson's Navy: The Ships, Men and Organisation, 1793-1815, Conway Maritime Press, 1989, ISBN 0851775217.
- (EN) N. A. M. Rodger, The Wooden World: An Anatomy of the Georgian Navy, W.W. Norton and Company, 1986, ISBN 9780002165488.